# Castellanos de Castro
Castellanos de Castro est une commune d'Espagne dans la communauté autonome de Castille-et-León, province de Burgos. Elle s'étend sur 9,928 km2 et comptait environ 52 habitants en 2011.